# Herb Węglińca
Herb Węglińca – jeden z symboli miasta Węgliniec i gminy Węgliniec w postaci herbu, ustanowiony uchwałą nr 53/XVIII/95 Rady Gminy i Miasta Węgliniec z 31 sierpnia 1995. Zapisy uchwały potwierdzono w 2003 roku w Statucie Gminy Węgliniec

## Wygląd i symbolika
W skład herbu wchodzi otok (bordiura) barwy czerwonej z napisami koloru białego: w górnej części Węgliniec, natomiast w dolnej - Gmina i Miasto. Napisy są wykonane wersalikami. Wewnętrzna część tarczy herbowej jest podzielona w pas na dwie równe części: górną koloru niebieskiego i dolną koloru żółtego. W górnej części przedstawiony jest symbol koła jezdnego z częścią osi wagonu kolejowego w kolorze żółtym oraz czarnym. W dolnej części widnieją symbole trzech sosen koloru jasnozielonego, ustawionych obok siebie, z czego środkowa sosna jest nieco większa od dwóch skrajnych.
Symbolika herbu Węglińca nawiązuje do historii miasta:
- osada Węgliniec (niem. Kohlfurt) została założona pod koniec XVI w. w głębi Borów Dolnośląskich, jako jedna z tzw. osad kurzackich, wypalających drewno na węgiel drzewny[2],
- budowa w latach 1845-1846 stacji węzłowej Węgliniec na rozwidleniu szlaków kolejowych z Wrocławia do Berlina i Drezna stanowiła przełomowy moment w dziejach miejscowości[3].